# Піщана людина (персонаж)
Піщана людина (англ. Sandman) — персонаж з коміксів американського видавництва Marvel Comics. Вперше згаданий у «The Amazing Spider-Man» № 4 (Дивовижна Людина-павук, вересень 1963 р.). Придуманий Стеном Лі та художником Стівом Дітко як ворог Людини-павука. Був наділений особливою здатністю обертатися на пісок. Зрештою став союзником Людини-Павука. Також цього персонажа використовували для мультсеріалів і фільму «Людина-павук 3», де його зіграв актор Томас Гейден Черч. Колишній учасник команди Зловісна Шістка. Піщана людина за бажання обертається на субстанцію, схожу на пісок. Він може укріпляти, розсипатися, набувати будь-якої форми, наприклад величезного молота. Піщана Людина дуже сильна — піднімає вагу понад 85 тонн — і надзвичайно небезпечна: може задушити противника, «втопивши» його в собі.

## Біографія
Вільям Бейкер народився і виріс у неблагополучній сім'ї. Батько помер, коли хлопчикові було всього три роки, і мати Вільяма залишилася без коштів. Можливо, саме це змусило дитину стати на злочинний шлях. Під час навчання в школі Вільям Бейкер прекрасно грав у футбол. Тренери пророкували підлітку блискуче майбутнє, однак Бейкер погубив свою кар'єру, отримавши хабар в обмін за поразку в грі. Дирекція дізналася про махінації свого підопічного, і Вільям з ганьбою був вигнаний зі школи. Покинувши навчання, Бейкер бере псевдонім Флінт Марко і вступає в банду, промишляє грабежами та розбоями. Незабаром він закохується у свою «соратницю» Мерсі і навіть робить їй пропозицію. Але замість весілля потрапляє до в'язниці. Роки, проведені в одиночній камері, не зробили з Флінта Марко добропорядного громадянина. Навпаки, вони озлобили його, налаштували проти всього світу. Цьому багато в чому сприяла зрада Мерсі — кохана кинула Флінта Марко і одружилася з іншим членом банди, Віком Роленсом.

## Поява Піщаної людини
Вийшовши з в'язниці, Флінт жорстоко розправляється з Роленсом, за що знову потрапляє за ґрати. Тільки тепер у в'язницю для особливо небезпечних злочинців на острові Райкер. Але й там він не затримується надовго. Використовуючи лаз у водостічній трубі, Марко біжить, рятуючись від переслідування. Флінт Марко ховається на території атомної електростанції поблизу Савани. Раптово один з ядерних реакторів вибухає, в результаті чого Флінт отримує величезну дозу радіації. Але, як не дивно, не тільки виживає, але й набуває дивовижної здатності перетворювати своє тіло на пісок. Саме в той день на світі стає одним суперлиходієм більше: з'являється Піщана Людина.

## Поза коміксами

### Фільм
- Людина-павук 3: ворог у тіні

У фільмі Людина-павук 3 Флінт Марко продовжує тікати від поліції і потрапляє на випробувальний полігон, де падає у реактор з кремнієм, внаслідок чого трансформується його ДНК. Він стає Піщаною Людиною.